# Стюарт, Рэй
Рэймонд «Рэй» Струан Макдональд Стюарт (родился 7 сентября 1959 года в Стэнли, графство Пертшир) — шотландский футболист. За свою карьеру он играл за Данди Юнайтед, Вест Хэм Юнайтед, Сент-Джонстон и Стерлинг Альбион. Играл большую часть своей карьеры в «Вест Хэме», с которым одержал победу в 1980 году в Кубке Англии. Он был известен своим умением бить пенальти, которых он забил за карьеру 81 раз. После завершения карьеры футболиста он руководил клубами Ливингстон, Стерлинг Альбион и Форфар Атлетик.

## Клубная карьера

### Данди Юнайтед
Стюарт играл в местной футбольной команде Эррол Роверс в Воскресной юношеской лиге Данди (Dundee Sunday Boys' League) до перехода в «Данди Юнайтед» в мае 1973 года, отклонив предложения других клубов, в том числе «Глазго Рейнджерс». Он дебютировал в команде за несколько дней до своего 17-летия против Селтика, где, перед ним как полузащитником стояла задача опекать Кенни Далглиша. Он был признан молодым игроком года по версии ШПФА в 1979 году.

### Вест Хэм Юнайтед
После трех сезонов в «Данди Юнайтед» он попал в поле зрения скаутов «Вест Хэм Юнайтед». Отклонив первоначальное предложение в размере £175 000 он перешел в Вест Хэм за плату в размере £430 000 в 1979 году, что сделало его самым дорогим футболистом-подростком в то время. Стюарт дебютировал за «Вест Хэм» 4 сентября 1979 года, играя как защитник, в Кубке Лиги против Барнсли. Он забил первый гол за Вест Хэм с пенальти 29 сентября 1979 года в домашней игре против Бернли. В 1980 году «Вест Хэм» выиграл Кубок Англии. Стюарт стал лучшим бомбардиром Вест Хэма в том розыгрыше Кубка, сыграв решающую роль в победе клуба, в том числе он забил два гола в четвёртом туре в ворота «Лейтон Ориент», а также забил пенальти на последней минуте в четвертьфинале против «Астон Виллы». В полуфинальной переигровке 16 апреля 1980 года, против Эвертона, Стюарт был переведен в центр обороны, заменив травмированного Элвина Мартина. В следующем сезоне Стюарт был важным членом команды, которая выиграла Второй дивизион футбольной лиги 1980/81, сыграв 41 матч и забив пять мячей, все с пенальти.
Известный своей способностью бить пенальти, он забил 81 гол из 86 попыток и допустил только один промах на родном стадионе. Его техника удара была довольно сложной, он сильно бил правой ногой, в итоге зависая в воздухе после удара. Из его пяти промахов с пенальти, два гола он забил с отскока мяча. Один из его пенальти пришелся на ничью 1:1 с «Ливерпулем» в финале Кубка Футбольной лиги 1981 года, «Вест Хэм», однако проиграл в переигровке.
Стюарт продолжал быть важным членом «Вест Хэма» в течение 1980-х годов, в том числе забив шесть мячей, снова все с пенальти, в сезоне 1985-86, где Вест Хэм занял высокое третье место, Стюарт также занял третье место в списке бомбардиров, но только бомбардиров Вест Хэма, позади Тони Котти и Фрэнка Макавенни. В 1989 году «Вест Хэм» борется за выживание, а Стюарт получает серьёзную травму в первом тайме игры в январе против Дерби Каунти. Он надорвал две из четырёх связок вокруг колена, в том числе переднюю крестообразную связку. Он был вне футбола в течение четырнадцати месяцев. Он вернулся в игре резервной команды в марте 1990 года и сыграл семь игр за месяц в попытке улучшить свою физическую форму. Это оказалось слишком большой нагрузкой, и ему потребовалась ещё одна операция на колене. Его травмы, а также проблемы с мышцами бедра обосновывали его все более редкие появления на поле. Он вышел на замену в матче где Вест Хэм проиграл 4:0 в полуфиналеКубка Англии 1991 года от Ноттингем Форест 14 апреля 1991 года, поменяв по ходу игры Мартина Аллена. Его последний матч за Вест Хэм прошел 4 мая 1991 года и закончился ничьей 1:1 на «Селхерст-Парк» против клуба Чарльтон Атлетик. После его травм, в возрасте 31 года, Стюарту не предложили новый контракт и он был отпущен по свободному трансферу.
Стюарт забил 84 гола, все, кроме шести, с пенальти, в 434 играх за Вест Хэм. Несмотря на игру в обороне он был удален только дважды за его карьеру в Вест Хэме, при этом в обоих случаях он был удален за его замечания рефери или судье на линии в матчах против Астон Виллы и Ливерпуля. Также примечателен тот факт, что Стюарт являлся единственным футболистом не англичанином, что играл за Вест Хэм Юнайтед в любом из трех победных матчей в Кубке Англии в 1964, 1975 и 1980 годах. Он стал любимцем фанатов, которые прозвали его «Тонка» по рекламе игрушек Тонка, где говорилось, что они «нерушимые».

### Сент-Джонстон
В 1991 году Стюарт вернулась в Шотландию, чтобы играть за Сент-Джонстон, а в 1994 году недолго выступал за Стерлинг Альбион.

## Карьера в сборной
```
Его выступления с «Вест Хэмом» в 
сезоне 1980-81
, где команда вернулась в высший английский дивизион не прошли незамеченными и Стюарт был вызван менеджером 
Джоком Стейном
 в сборную 
Шотландии,
 дебютировав 15 мая 1981 года в матче против 
Уэльса
 в 
Суонси
. Удаление после инцидента с 
Марком Хейтли
 в матче 
молодежных команд
 против 
Англии
 на «
Хэмпден Парке
» в апреле 1982 стоило ему места в сборной на 
Кубке мира 1982 года
, и он не играл в сборной под руководством Штайна, но был вызван новым менеджером сборной 
Энди Роксбургом
. Он провел десять матчей за сборную, забив один гол в матче против 
Северной Ирландии
 19 мая 1981 года на 
домашнем чемпионате Великобритании
.
[
11
]
[
12
]
```

### Голы за сборную
| # | Дата        | Место                           | Соперник          | Счет | Результат  | Соревнование                      |
| - | ----------- | ------------------------------- | ----------------- | ---- | ---------- | --------------------------------- |
| 1 | 19 мая 1981 | Хэмпден Парк, Глазго, Шотландия | Северная Ирландия | 1:0  | 2:0 Победа | Домашний чемпионат Великобритании |

## Карьера тренера
В 1998 году Стюарт начал свою тренерскую карьеру. Он был главным тренером в клубах Ливингстон, Стерлинг Альбион и Форфар Атлетик. Он был уволен в 2000 году из Ливингстона, так как руководство полагало, что Стюарт не сможет руководить клубом на высшем уровне шотландского футбола. Два сезона в Стерлинг Альбион подошли к концу, когда руководство не стало продлевать со Стюартом контракт, а Стерлинг вылетел в Третий дивизион. Последнее место работы Стюарта как главного тренера Форфар Атлетик закончилось в ноябре 2004 года, после поражения от клуба Монтроз в первом раунде Кубка Шотландии.

### Тренерская статистика
| Команда          | Страна         | С              | По             | Матчей | Побед | Ничьих | Поражений | % Побед |
| ---------------- | -------------- | -------------- | -------------- | ------ | ----- | ------ | --------- | ------- |
| Ливингстон       | Флаг Шотландии | 1 августа 1997 | 20 марта 2000  | 121    | 61    | 33     | 27        | 050,41  |
| Стерлинг Альбион | Флаг Шотландии | 17 мая 2000    | 30 апреля 2002 | 89     | 19    | 33     | 37        | 021,35  |
| Форфар Атлетик   | Флаг Шотландии | 13 января 2003 | 28 ноября 2004 | 87     | 30    | 26     | 31        | 034,48  |
| Всего            | Всего          | Всего          | Всего          | 297    | 110   | 92     | 95        | 037,04  |